# Cimetière forestier de Roodt-sur-Syre
Le cimetière forestier de Roodt-sur-Syre (en luxembourgeois : Rieder Bëschkierfecht) est un cimetière naturel de conception entièrement écologique aménagé sur une parcelle de la forêt de Roodt (Riederbësch) à l'ouest de Roodt-sur-Syre dans la commune luxembourgeoise de Betzdorf. Le cimetière est localisé à quelque 300 m au nord-ouest du cimetière traditionnel du village.
La présentation officielle du cimetière forestier a eu lieu le 2 mai 2011. C'est le premier cimetière de ce genre au Luxembourg et le pays en compte maintenant 14. 
Le cimetière s'étend sur une surface totale de 16,91 ha, dont deux hectares seront exploités au cours d'une phase-pilote de deux ans (2011-2013). Le cimetière est à la disposition de tous les habitants du Luxembourg.
Les cendres des personnes décédées sont inhumées au pied d'arbres désignés à cet effet. 
Le cimetière est une réalisation de l'administration communale de Betzdorf et de l'Administration de la nature et des forêts, qui prennent en charge la gestion du lieu, en collaboration avec la Fondation Hëllef fir d'Natur et l'association Omega 90. Il a été tenu compte de l'avis des responsables de l'église catholique du Luxembourg.

## Une phase-pilote de deux ans (2011-2013)
Pour la phase-pilote de deux ans, de 2011 à 2013, 48 chênes, sur une surface de 2 ha, ont été sélectionnés pour les premières inhumations de cendres. Ces chênes, dont chacun est marqué d'une petite plaquette portant un numéro d'ordre, ont été choisis pour leur espérance de vie d'un siècle au moins.
Après la phase-pilote, si nécessaire, le cimetière actuel sera étendu à l'ensemble du terrain prévu.

## La gestion du cimetière

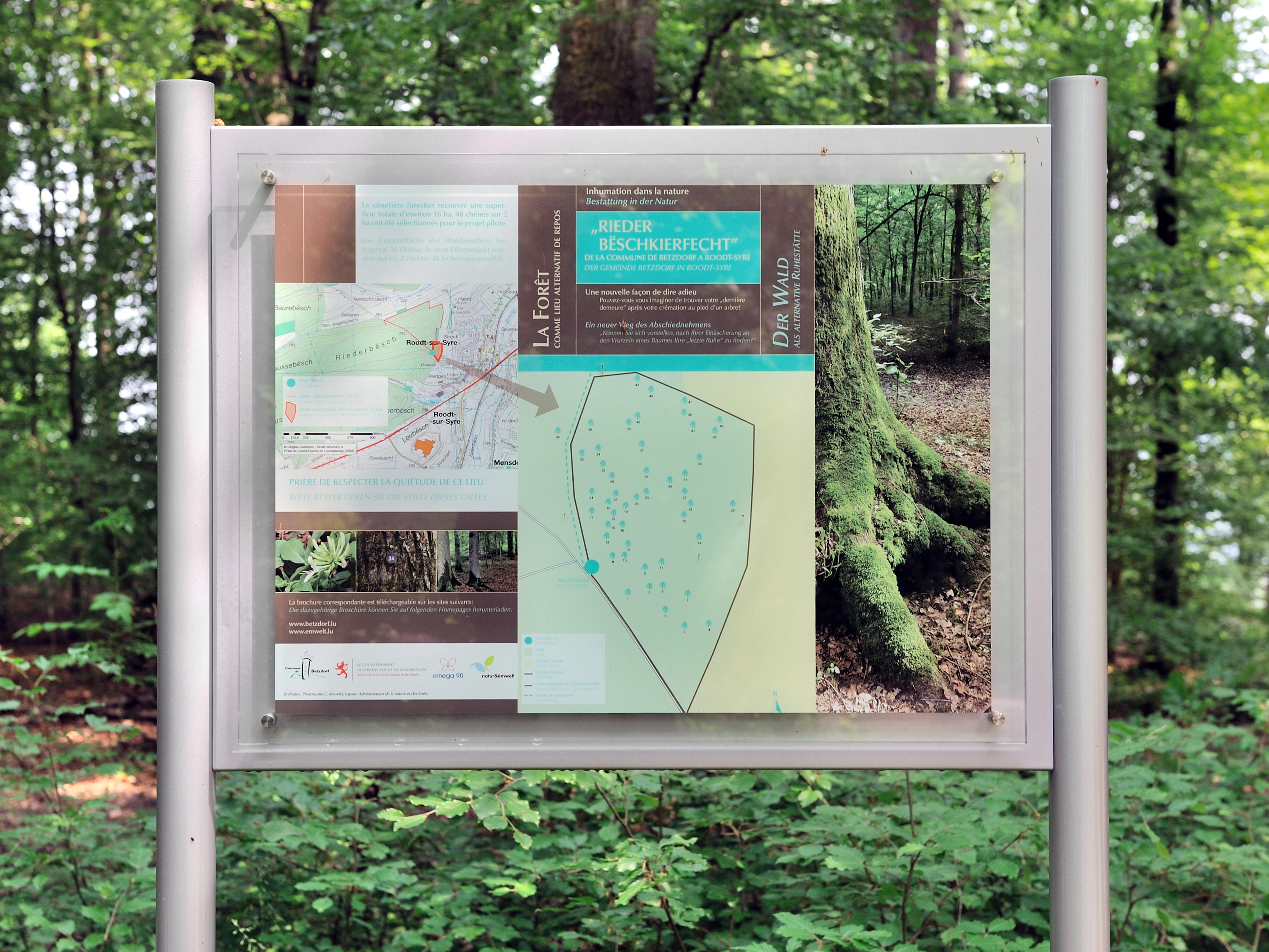
Le panneau d’information à l'entrée du cimetière.

Il est prévu de maintenir la forêt hébergeant le cimetière dans un état naturel. À cet effet, le dépôt de plantes d'ornementation, de couronnes funéraires, ainsi que de pierres tombales n'est pas permis. Le cimetière est non clôturé et ouvert au public.
L'inhumation des cendres se fait sur dix emplacements autour de chacun des arbres désignés à cet effet. Pour chaque défunt, une plaque commémorative de petites dimensions sera fixée sur le tronc de l'arbre. Les personnes intéressées peuvent acquérir des concessions pour 15 ou 30 ans, cela pour 200 et 400 euros, respectivement. Des concessions pour des « arbres familiaux » sont aussi disponibles.

## Sources
- Dépliant de la commune de Betzdorf et de l'Administration de la nature et des forêts, disponible en ligne sous
- Schartz, N., 2011. Eine Ruhestätte im Wald. Luxemburger Wort vum 3. Mee 2011, S. 31.